# 千葉県立東葛飾中学校・高等学校
千葉県立東葛飾中学校・高等学校（ちばけんりつひがしかつしかちゅうがっこう・こうとうがっこう）は、千葉県柏市旭町に所在し、中高一貫教育を提供する県立中学校・高等学校。
通称は「東葛」（とうかつ）、「東葛飾」（ひがしかつしか）。

## 概観

### 高等学校概要
JR常磐線・東武野田線（東武アーバンパークライン）柏駅から徒歩10分、国道6号沿いに位置する。茨城県・埼玉県の県境に近いため、隣接県特例により茨城県や埼玉県からの入学が可能（中学校は千葉県内のみ）。
2007年（平成19年）度には千葉県進学指導重点校に指定され、大学との連携講座や教師陣による講演を行う「東葛リベラルアーツ講座」の実施や「進路の日」設置など、様々な発展的活動を展開している。この学校の特色は、生徒からの要求書により中間試験を行わず、学期間を通じて考査を期末試験（一斉テストという）しか行わないことであったが、2009年度（平成21年度）に2学期制への移行により前期・後期それぞれ中間テストと期末テストを1回ずつ、計4回の定期テストが実施されている。
校則よりも生徒が作り上げた自主規約である「自治要綱」の方が多く、生徒手帳に全文が記載されている。この自治要綱は2007年度に生徒総会での長い審議の末に大幅改正することが決定し、2008年度から施行となる。校是は「自主自律」。
1970年代の学生運動の影響を受けそれ以後、服装については「学習の場にふさわしい服装」を定めているのみである。
校歌のほかに「緑葉歌」が歌い継がれており、生徒にも親しまれている。

### 中学校概要
2016年に開校。千葉県下2番目の県立中学校である。千葉県立東葛飾高校に併設し、6年間の中高一貫教育を行うために設立された。併設している東葛飾高校には入学者選抜なしで入学することができる。
教育理念としては”「揺るぎない学力」と「自己規律力」を高めることで、「学力」、「人間力」、「教養」とグローバル社会で活躍するための基礎を涵養し、６年間の一貫教育を通じて、生涯キャリアを見据えた「世界で活躍する心豊かな次代のリーダー」を育成する。”と位置付けている。
栄養士により毎日給食についてHPで紹介されている。

### 高等学校の設置学科
- 全日制課程
  - 普通科
  - 医歯薬コース
- 定時制課程
  - 普通科

### 施設[6]
- 中学棟
中1・中2・中3の普通教室や家庭科室、技術科室、理科室、少人数教室、中学職員室などがある。

- 1号棟
大講義室や自習室や進路相談室、校長室、定時制職員室などがある。2014年9月竣工。

- 2号棟
高1・高2・高3の普通教室や生徒相談室、購買などがある。1963年10月31日竣工。

- 3号棟
美術室、音楽室などの特別教室がある。1971年3月竣工。

### 校歌・緑葉歌
- 神原克重作詞／高田三郎作曲（校歌）
- 斉藤迪三作詞／呉泰次郎作曲（緑葉歌）

## 沿革[7]
- 1924年4月10日 - 千葉県立東葛飾中学校として創立
- 1948年4月1日 - 学制改革により千葉県立東葛飾高等学校と改称、男女共学開始。定時制課程設置。
- 1950年4月1日 - 松戸市立農商高等学校農業科を併合、農業科設置。
- 1961年4月1日 - 農業科を園芸科と改組。
- 1967年4月1日 - 園芸科を流山校舎に分離。
- 1969年4月1日 - 流山校舎が千葉県立流山高等学校として独立。
- 1974年 - 創立50周年記念式典。
- 2004年 - 創立80周年記念式典挙行。
- 2015年 - 創立90周年記念式典挙行。
- 2016年 - 千葉県立東葛飾中学校設立

## 行事(高等学校)
- 4月 - 入学式
- 5月 - スポーツ祭
- 7月 - 合唱祭（中高合同）
- 9月 - 文化祭（I部、II部）
- 10月 - 芸術鑑賞会、ハロウィン祭
- 3月 - 予餞会、卒業式

## 行事(中学校)
- 4月 - 入学式、新入生歓迎会
- 5月 - 授業公開（保護者対象）、全校遠足、伝統文化学習旅行（京都・奈良方面）（2年）
- 6月 - 合唱祭（中高合同）、授業公開（6年生対象）
- 7月 - 授業公開（6年生対象）、夏季学習会
- 8月 - 夏季学習会、学校説明会
- 9月 - 学習発表会（高校も同日開催。※例年は9月開催だが、今年度は8月30日、31日である。）
- 11月 - sports festival（全校レク）、芸術鑑賞会
- 3月 - 卒業式、海外研修（3年生）

## 部活動

### 高等学校
- 野球部
- 陸上部
- バスケット部
- 卓球部
- バレーボール部
- 軟式テニス部
- 柔道部
- 剣道部
- 空手部
- 山岳部
- フェンシング部
- 水泳部
- 弓道部
- サッカー部
- ハンドボール部
- バドミントン部
- テニス部
- ダンス部
- アメリカンフットボール部
- 理科部
- 生物部
- 美術部
- 音楽部
- 吹奏楽部

- 軽音楽部
- 書道部
- 文学部
- 英語部
- 地学部
- 演劇部
- 茶道部
- 写真部
- 新聞部
- 放送部
- JRC部
- ファンタジィ部
- 鉄道研究部
- 弦楽部
- 家庭科部
- 将棋部
- かるた部
- クイズ研究同好部
- お笑い研究同好部
- 数学研究同好会

### 中学校
- 硬式テニスクラブ
- 陸上クラブ
- 音楽クラブ
- バスケットボールクラブ
- バレーボールクラブ
- 理科クラブ
- 書道クラブ
- フェンシングクラブ
- サッカークラブ
- 水球クラブ
- 演劇クラブ
- フラックフットボールクラブ（特設クラブ）
- 文学同好会
- 数学研究会

## 著名な関係者

### 出身者

#### 政治・行政
- 沼田武 - 千葉県知事（成東中・千葉中へ転校）
- 染谷誠 - 衆議院議員
- 新村勝雄 - 衆議院議員、元野田市長
- 桜田義孝 - 衆議院議員、元東京オリンピック・パラリンピック担当大臣
- 渡辺博道 - 衆議院議員、元復興大臣
- 松崎公昭 - 衆議院議員
- 松丸修久 - 茨城県守谷市長
- 眉山俊光 - 千葉県流山市長
- 本清耕造 - 在ジュネーブ国際機関政府代表部大使
- 秋元大吉郎 - 千葉県流山市長
- 宮間満寿雄 - 千葉県松戸市長

#### 実業家
- 松本南海雄 - 株式会社マツキヨココカラ&カンパニー（旧マツモトキヨシホールディングス）会長、日本チェーンドラッグストア協会名誉会長・常任理事
- 加藤崇 - SCHAFT共同創業者

#### 学術・研究
- 有賀克彦 - 東京大学大学院新領域創成科学研究科教授、物質・材料研究機構国際ナノアーキテクトニクス研究拠点主任研究者
- 福田恵一 - 慶應義塾大学医学部教授
- 鈴木賢一 - 金融工学者、経済学者、東北大学大学院経済学研究科教授
- 鈴木一人 - 政治学者、東京大学公共政策大学院教授
- 寺嶋容明 - 物理学者、群馬大学教育学部理科専攻准教授
- 清水孝 - 早稲田大学大学院会計研究科教授
- 松岡俊文 - 京都大学名誉教授、元米国物理探査学会副会長、元物理探査学会会長
- 宮島英昭 - 早稲田大学高等研究所所長、学校法人早稲田大学常任理事
- 宮本恭幸 - 東京工業大学大学院理工学研究科電子物理工学専攻教授
- 戸谷友則 - 天文学者、東京大学大学院理学系研究科天文学専攻教授
- 杉山将 - 東京大学大学院 新領域創成科学研究科 複雑理工学専攻教授、理化学研究所革新知能統合研究センター所長
- 京谷啓徳 - 九州大学大学院人文科学研究院准教授、学習院大学文学部教授
- 谷英典 - 横浜薬科大学薬学部准教授、分子生物学者
- 浜田道昭 - 早稲田大学理工学術院教授、日本バイオインフォマティクス学会理事長
- 前園泰徳 - 福井大学大学院教育学研究科特命准教授、赤とんぼの生態研究第一人者
- 神野真吾 - 千葉大学教育学部准教授、千葉アートネットワーク・プロジェクト代表、元山梨県立美術館学芸員
- 植木朝子 - 第34代同志社大学学長、同志社大学文学部教授、国文学者

#### スポーツ
- 菅原道裕 - プロ野球選手
- 前川善裕 - 社会人野球選手
- 坂巻正巳 - 競輪選手
- 松永将 - 競輪選手
- 木暮聡 - 総合格闘家
- 豊嶋邑作 - サッカー選手
- 工藤建太 - 埼玉西武ライオンズトレーニングコーチ

#### 文化・芸術
- 流山児祥 - 演出家、俳優、声優
- 坂本光一 - 江戸川乱歩賞作家
- 高橋洋 - 脚本家・映画監督
- 覚和歌子 - 作詞家（『いつも何度でも』他）
- 堀切和雅 - 編集者、作家[要出典]
- 岡野剛 - 漫画家（『地獄先生ぬ〜べ〜』他）
- 柏木ハルコ - 漫画家（『健康で文化的な最低限度の生活』他）
- 早川義孝 - 洋画家
- 鈴木厚 - 陶芸家
- 米川千嘉子 - 歌人
- 濱口竜介 - 映画監督・脚本家（『ドライブ・マイ・カー』他）
- 高尾奏之介 - 作曲家・ピアニスト

#### 芸能・マスコミ
- 三遊亭とん楽 - 落語家
- サンプラザ中野くん - ミュージシャン。爆風スランプ
- パッパラー河合 - ミュージシャン。爆風スランプ
- 鶴岡弥生 - 歌手・女優・声優（共立女子中学校・高等学校に在籍していたが芸能活動継続のため本校の夜間部に転校。1年目で中退）
- 結城さとみ - NHKアナウンサー
- 岸利至 - ミュージシャン
- 鈴木慎治 - TBSテレビ社員、化学くん
- 宮永治郎 - ミュージシャン
- 森昭一郎 - フジテレビアナウンサー
- 山田賢治 - NHKアナウンサー
- 小野陶子 - 元毎日放送アナウンサー
- 三上智恵 - ジャーナリスト・映画監督、元琉球朝日放送・毎日放送アナウンサー
- 武藤祐子 - 元東海テレビアナウンサー
- 守本奈実 - NHKアナウンサー
- 手賀沼ジュン - ミュージシャン、お笑い芸人
- 福田成美 - 元フリーアナウンサー
- 穂志もえか - 女優
- 日置祐貴 - IPPONグランプリ演出家、フジテレビディレクター

#### その他
- 福島正人 - コンサルタント
- 風間駿 - コンピュータネットワークデザイナー

### 教職員
- 八木重吉 - 詩人、東葛中学校時代に英語教員を務めた
- 川上宗薫 - 小説家、本校英語教員を務めた
- 浅間茂 - 生物学者、本校生物教員を務めた

## アクセス
- JR常磐線・東武野田線（東武アーバンパークライン）柏駅西口からあさひ通りまたは南口から東葛通りを通り、徒歩約10分
- JR常磐線・東武野田線（東武アーバンパークライン）柏駅南口から県道278号線を通り、国道6号線を渡って、徒歩10分
- 東武バス・東葛高校前から約65m　徒歩1分
- 豊四季駅から県道278号線経由で31分